# 爆发 (穹顶之下)
〈爆发〉（英語：Outbreak）是哥伦比亚广播公司制作的电视剧《穹顶之下》的第四集，于2013年7月15日首播。

## 剧情
茱莉亚发现菲尔和芭比都和他丈夫皮特有关系，她质问菲尔皮特身处何地，但菲尔却因意想不到的疾病而晕倒，之后包括琳达在内的其他镇上人也开始出现了相同的症状，在诊所做志愿的爱丽丝判断小镇爆发了脑膜炎。之后，小吉姆在诊所执行了检疫并安抚了还没发病的惊慌失措的病人，这使琳达深受感动并把小吉姆当做她的副官。在缺医少药之时，人们渐渐相信让小镇感染是上帝的旨意，但是不久后，大吉姆就取到了可以治疗脑膜炎的抗生素。茱莉亚跟着皮特的破产文档的纪录来到了小屋，而芭比紧追其后。芭比承认了他来到切斯特磨坊小镇的目的是解决菲尔和皮特赌博欠下的账，茱莉亚则因芭比之前说谎而揍了他。与此同时，乔和诺里测试了他们同时发作的癫痫症，大吉姆也发现处于地下的安吉。

## 反响

### 收视
一共有1113万美国观众观看了《爆发》，18到49岁收视率是2.7/8，在同时段和晚间时段都排第一。相比起来，这一集的观众人数比上一集1071万观众有所增长，但18到49岁观众的收视率持平。
在加拿大，有178.4万观众观看这一集，在当周排行榜上紧随《极速前进加拿大版》排名第二。

### 评价
| 媒体         | 得分   |
| ------------ | ------ |
| 影音俱乐部   | B-     |
| IGN          | 6.8/10 |
| 《纽约杂志》 | [ 7 ]  |

《爆发》一集收到的的评价褒贬不一。Zap2it网站的安德拉·莱贺给出好评：“我们真的很享受这个与小说相比变化很大的一集。鉴于在书中，大吉姆多少有把他儿子和他儿子那些同伙安排成未训练的警官，但在电视剧里沿着这条路走下去的则是琳达。
《娱乐周刊》的达伦·弗莱尼茨给了一个中评，他十分关注这个节目的连续性问题：“事实上我很想知道《穹顶之下》能否少点用连续的剧情。这部剧的明显受《密谍》的影响，那是一个上世纪60晚期的英国电视剧，描述了一个代号是6号的间谍摸进了一个神秘的村庄。（那）是电视历史上最出名的电视节目之一，并且它备受关注的原因之一就是完全没有连续性，一集中的故事几乎根本不会带到下一集...但是尽管《密探》并没有叙述连续性，它却有概念上的连续性...我觉得《穹顶之下》的制作组会希望他们能够完美脱离旧想法。”他还给小吉姆的戏份打了好评：“昨天晚上最奇妙的部分当属小吉姆跟一个马上发病的居民讲话的那个场景。他提到他的死去的母亲和玉米饼，他还说小镇人会团结一致。然后小吉姆放下了枪，所有人就都停止了作恶。这真是一个好主意：小吉姆，一个暴力的疯狂的人，却是一个和平主义者——但是如果只有这个不合逻辑的推论，《穹顶》的故事就太简化了，于是就混入了（无聊的）茱莉亚·萨姆维调查她的丈夫失踪的故事和粉红色星星癫痫症。”他还积极评论了这一集吊人胃口的水平，说它“第一次让所有《穹顶之下》从试播集以来的支线剧情都向前推进了许多，让我有一点小期待下星期的节目。”

## 引用
1. ↑  . TheFutonCritic.com. 2013-07-15  [2013-08-06].
2. ↑  . Tvbythenumbers.zap2it.com.   [2013-08-06]. （原始内容存档于2013-08-19）.
3. ↑  Monday Final TV Ratings: ‘Get Out Alive’ Adjusted Up; ‘Siberia’ Adjusted Down - Ratings | TVbytheNumbers 的存檔，存档日期2013-07-13.
4. ↑   (PDF). BBM Canada. July 26, 2013  [July 26, 2013]. （原始内容 (PDF)存档于2013年9月3日）.
5. ↑  Handlen, Zack. . The A.V. Club. 2013-07-15  [2013-08-06]. （原始内容存档于2013-09-20）.
6. ↑  Matt Fowler 15 Jul 2013. . Ca.ign.com. 2013-07-15  [2013-08-06].
7. ↑  Dionne, Zach. . Vulture. 2013-07-16  [2013-08-06]. （原始内容存档于2021-01-25）.
8. ↑  . Blog.zap2it.com. 2013-07-15  [2013-08-06]. （原始内容存档于2013-08-19）.
9. ↑  Watson, Sheridan. . Tvrecaps.ew.com. 2013-07-15  [2013-08-06]. （原始内容存档于2013-07-20）.